# Pentacosiomedimni
I pentacosiomedimni (in greco antico: πεντακοσιομέδιμνοι) erano una delle quattro classi sociali istituite da Solone nel 594-593 a.C. ad Atene. Ogni pentacosiomedimno, per essere tale, in un anno doveva produrre almeno 500 medimni di cereali (1 medimno = 52 kg quindi 500 = 26 tonnellate) o 500 metrete di vino o olio (1 metreta = circa 39 litri quindi 500 metrete = 19500 litri) o avere un reddito equivalente.
Erano la classe più ricca e che poteva accedere alle cariche più alte: i suoi membri potevano quindi diventare tamiai, arconti e fare parte dell'Areopago, il tribunale per gli omicidi dolosi.
Le altre classi erano:
- Hippeis
- Zeugiti
- Teti